# Pierwiosnek maleńki

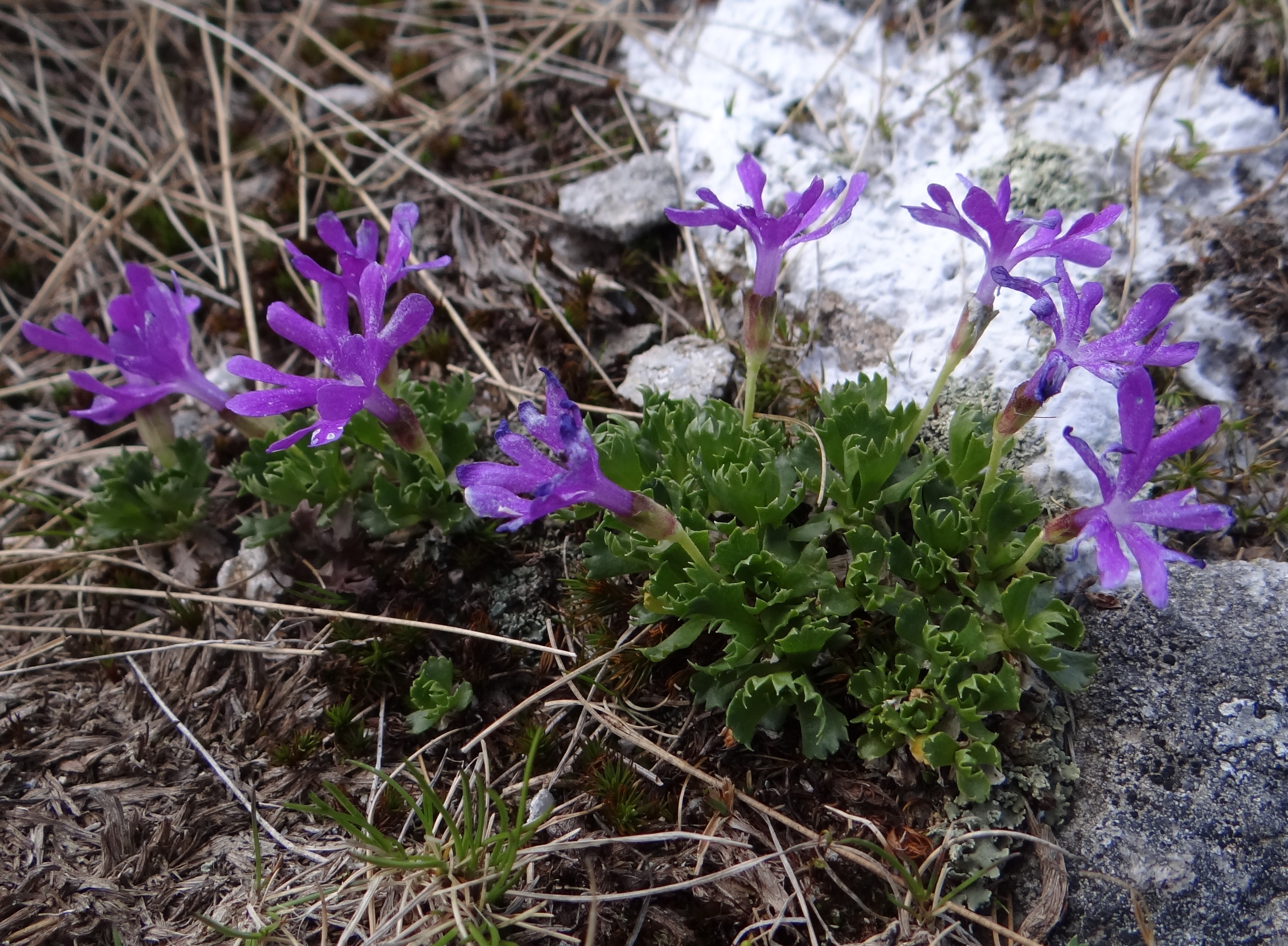

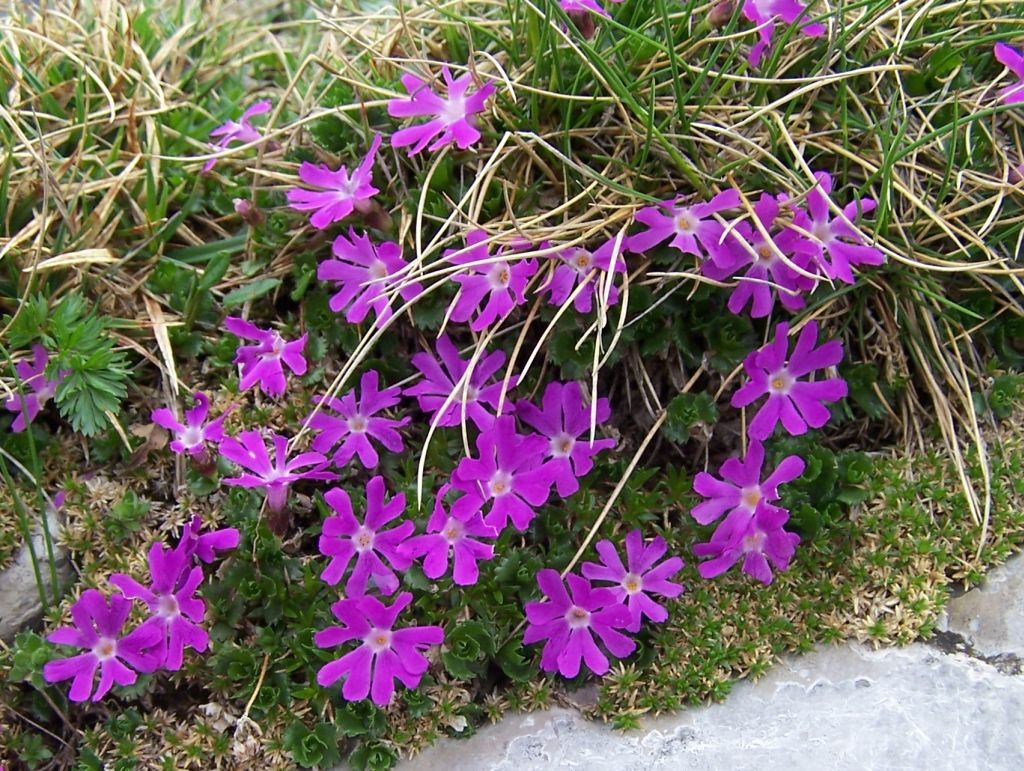

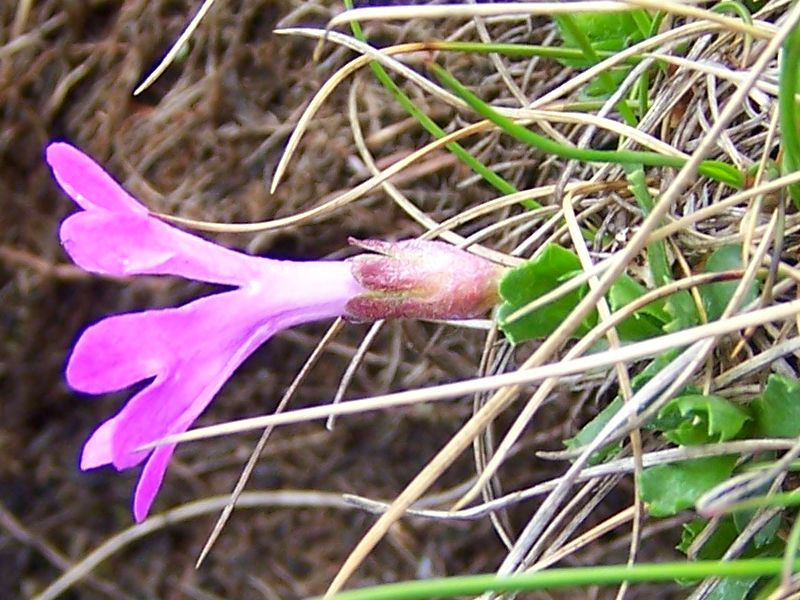
Kwiat

Pierwiosnek maleńki, pierwiosnka maleńka (Primula minima L.) – gatunek rośliny z rodziny pierwiosnkowatych.  Występuje w górach Europy – w Alpach, Karpatach oraz na Bałkanach. W Polsce występuje głównie w Tatrach, gdzie jest dosyć częsty. Oprócz tego spotyka się go jeszcze w Karkonoszach, gdzie został po raz pierwszy rozpoznany jako nowy gatunek przez Josephine Kablick, brak go natomiast na Babiej Górze.

## Morfologia
ŁodygaBardzo krótki (1 cm) głąbik.
LiścieZimozielone liście odziomkowe o klinowatym, rozszerzonym na zewnątrz kształcie mają na szczycie wycięte 3 ząbki. Liście są mięsiste i lśniące, gdyż pokryte są woskiem, chroniącym je przed nadmierną utratą wody w czasie upałów.
KwiatyNa krótkiej łodyżce wyrastają pojedyncze kwiaty, o purpurowym kolorze. Kwiaty mają średnicę ok. 3 cm. Ich dzwonkowaty, pięcioząbkowy kielich ma zrośnięte działki. Korona ma 5 głęboko wciętych płatków, a wewnątrz pierścień białych włosków. Słupek o długiej szyjce zakończony jest kulistym znamieniem.
OwocTorebka pękająca 5 klapkami. Nasiona liczne i bardzo drobne.
KorzeńBardzo duży w porównaniu do niewielkiej części nadziemnej. Z nasady korzenia odchodzi jedna, lub więcej odnóg, z których wyrastają różyczki pędów nadziemnych.

## Biologia
Bylina. Kwiaty wytwarzające nektar, zapylane są przez trzmiele i pszczoły. Są bardzo duże w stosunku do niewielkich rozmiarów pędu – to przystosowanie do zwabienia owadów, które w wysokich górach rzadko latają ze względu na często niesprzyjająca pogodę. Kwitnie w czerwcu i lipcu. Duże korzenie to przystosowanie umożliwiające roślinie przetrwanie w bardzo niesprzyjających warunkach wysokogórskich. Dzięki takiemu systemowi korzeniowemu roślina ta jest odporna na zimno, wysuszający wiatr, a także na długo zalegającą pokrywę śniegową.

## Ekologia
- Siedlisko: rośnie głównie na granitowym, kwaśnym podłożu, na różnych nawet malutkich półkach skalnych i wśród skał, na piargach, na trawiastych zboczach. W niektórych miejscach można spotkać całe łany tej roślinki. Jedna z najbardziej wysokogórskich roślin, oreofit. Rośnie głównie w górnych partiach gór, bardzo rzadko można go spotkać poniżej 1300 m n.p.m. W Tatrach rośnie nawet na najwyższych szczytach (Gerlach 2655 m n.p.m.)[8].
- W klasyfikacji zbiorowisk roślinnych gatunek charakterystyczny dla klasy Juncetea trifidi[10].

## Zagrożenia i ochrona
W Polsce gatunek objęty od 2004 r. ścisłą ochroną gatunkową. Wszystkie jego stanowiska znajdują się na terenie parków narodowych: Karkonoskiego i Tatrzańskiego. Zagrożone są tylko miejsca przy ścieżkach turystycznych, gdzie ulega on wydeptywaniu.